# Mother's Angels
Mother's Angels je česká pop-rocková kapela pocházející z Litomyšle. Skupina se vyznačuje českými texty, které se věnují tématům mezilidských vztahů, každodenních životních situací i vnitřních prožitků. Po několikaleté pauze obnovila v roce 2021 svou činnost v novém složení.

## Historie

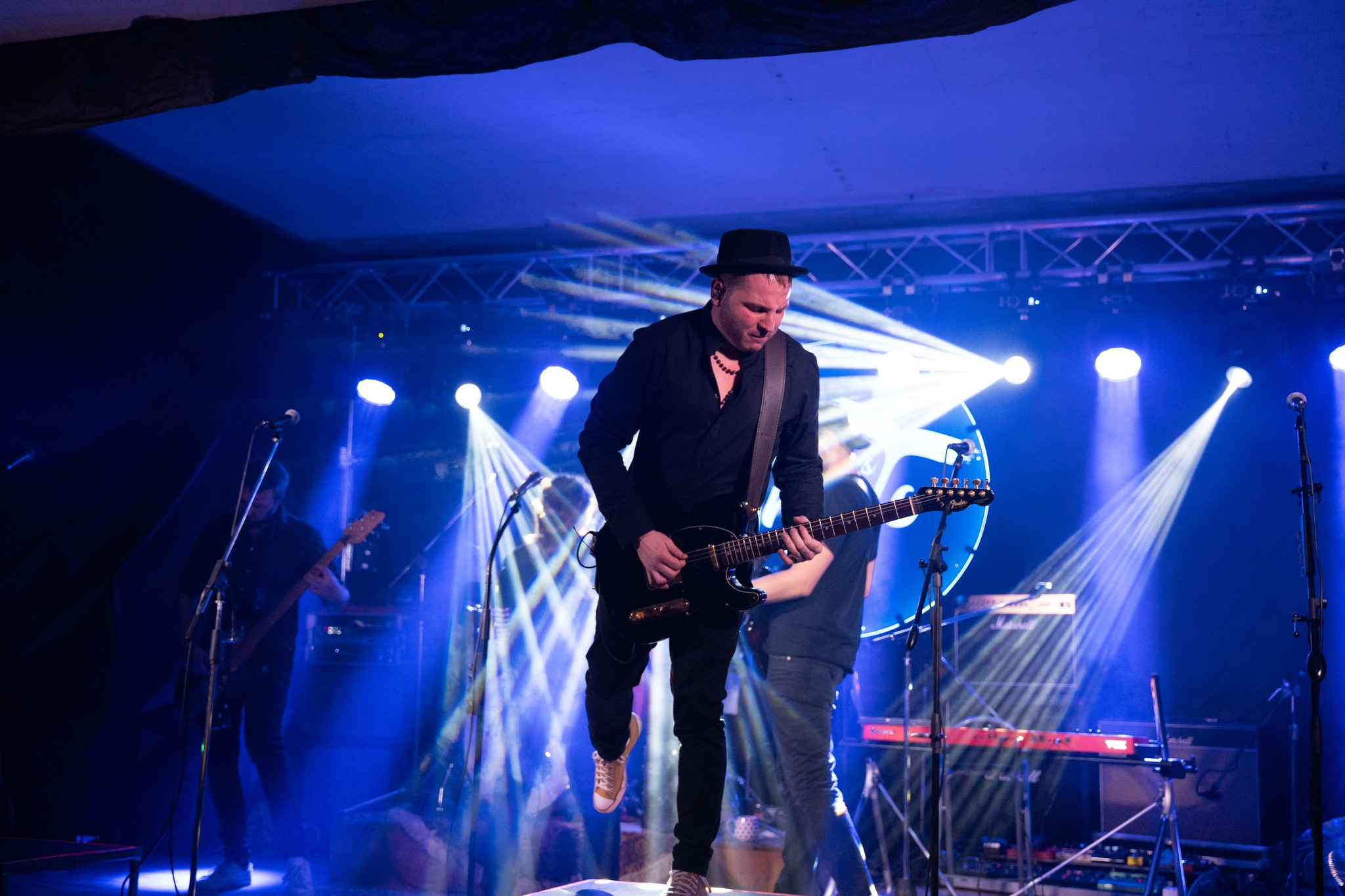
Zpěvák kapely Jakub Dryml

### Začátky a název kapely
Kapelu Mother's Angels založili ve svých studentských letech spolužáci Jakub Dryml a Petr Lenoch. Název skupiny vznikl s určitou dávkou nadsázky a recese – podle členů kapely šlo o ironickou reakci na poznámku, v níž byl Dryml ve škole označen za „maminčina andílka“.

### Hudební styl a tvorba
Mother's Angels se žánrově pohybují na pomezí popu a rocku. Jejich písně s českými texty se věnují tématům mezilidských vztahů, každodenních životních situací i vnitřních prožitků. Typickým rysem tvorby jsou melodické refrény a propojení popových linek s rockovým zvukem.
Hudební projev kapely bývá popisován[kým?] jako přímočarý, ale zároveň citlivý, a to jak při akustických vystoupeních, tak na velkých koncertních pódiích.

### Návrat na scénu
Po několikaleté pauze se skupina v roce 2021 vrátila na hudební scénu. Původní zakladatelé doplnili sestavu o kytaristu Jakuba Teleckého a bubeníka Vojtěcha Sedláčka. V této nové sestavě začali pracovat na nové tvorbě s cílem vrátit kapelu na koncertní pódia.
V roce 2024 přibyl do kapely pátý člen – kytarista Pavel „Pady“ Padyásek, který rozšířil zvuk o akustický prvek. 
Ve stejném roce vydala kapela nové album Představy, které vznikalo tři roky ve studiu SONO Records pod producentským vedením Romana Procházky (zpěvák a kytarista kapely Divokej Bill). Deska se vyznačuje zralejším a hlubším projevem, přičemž si zachovává charakteristické znaky stylu skupiny – energii, emotivnost a výrazné refrény.

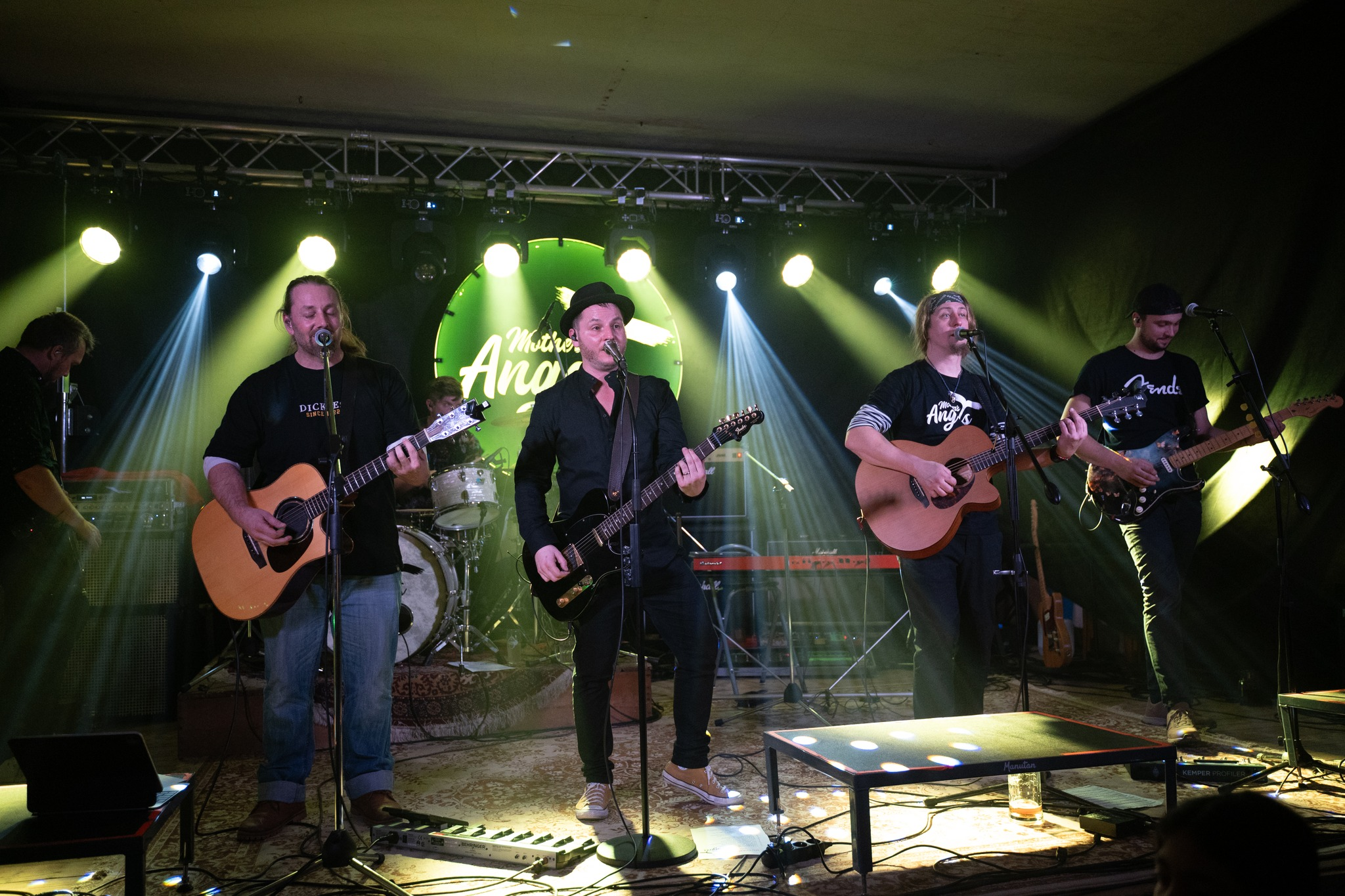
Mother's Angels s Romanem Procházkou.

## Sestava
- Jakub Dryml – zpěv, kytara
- Jakub Telecký – kytara, zpěv
- Petr Lenoch – baskytara
- Vojtěch Sedláček – bicí
- Pavel Padyásek – akustická kytara, zpěv

## Diskografie
- Žár (2006) – debutové album s ranou tvorbou, která vycházela z tehdejšího středoškolského prostředí a punkového nádechu
- Můj dům (2010) – zvukově vyzrálejší, s písněmi, které získaly pozornost i mimo region
- Boj' (2014) – deska, které je součástí singl Pyžamo, jenž bodoval ve vysílání rádia Radiožurnál [4]
- Představy (2024) – návratové album s produkcí od Romana Procházky.

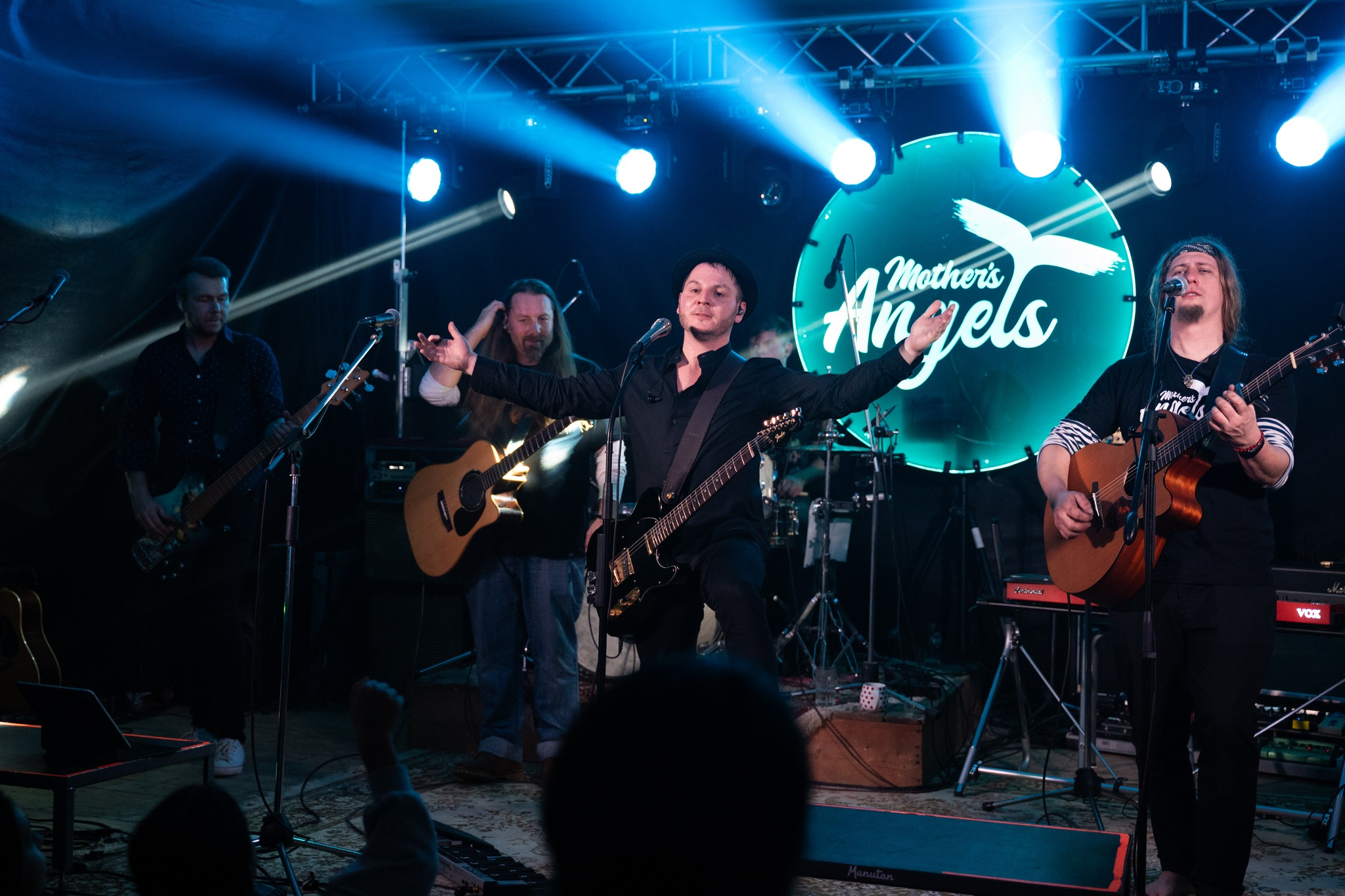
Z koncertu kapely Mother's Angels.

### Videoklipy
- Představy
- Pamatuj
- Svědomí
- Pyžamo
- Boj
- Blíž
- Leť
- Dost
- Malá Kopretina